# Idrissa Doumbia
Idrissa Doumbia (* 14. April 1998 in Yamoussoukro) ist ein ivorischer Fußballspieler.

## Karriere

### Im Verein
Doumbia begann seine Karriere bei ES Bingerville. Zur Saison 2016/17 verpflichtete ihn der belgische Erstligist RSC Anderlecht. Sein Jupiler-Pro-League-Debüt gab Doumbia am 3. Juli 2016 gegen Royal Excel Mouscron. In seiner ersten Saison in Anderlecht konnte er nur zwei Ligaspiele bestreiten, weshalb er in der folgenden Saison an den SV Zulte Waregem ausgeliehen wurde. Dort war er wiederum Stammspieler und wurde in 25 von 30 möglichen Ligapartien eingesetzt. Im Anschluss an die Leihe verließ Doumbia Belgien, um sich dem russischen Verein Achmat Grosny anzuschließen. Hier verbrachte er allerdings lediglich ein halbes Jahr, bevor er erneut seinen Arbeitgeber wechselte, dieses Mal zu Sporting Lissabon. Im Oktober 2020 wurde er bis Sommer 2021 an SD Huesca verliehen.
In der Saison 2021/22 gehörte er wieder zunächst wieder zum Kader von Lissabon. Ende August 2021 wurde er, ohne dass er ein Spiel für Lissabon bestritten hatten, bis zum Ende der Saison mit anschließender Kaufoption erneut nach Belgien zum SV Zulte Waregem ausgeliehen. Für diesen bestritt er 19 von 29 möglichen Ligaspielen sowie zwei Pokalspiele. Da die Kaufoption nicht ausgeübt wurde, kehrte Doumbia wieder nach Lissabon zurück. Anfang August 2022 wurde er, wieder ohne zuvor ein Spiel für Lissabon absolviert zu haben, bis zum Ende der Saison 2022/23 an den türkischen Verein Alanyaspor ausgeliehen.
Im Sommer 2023 wechselte er zum katarischen Al-Ahli SC. Hier bestritt er in zwei Spielzeiten 40 Ligaspiele. Im Sommer 2025 wurde sein Vertrag nicht verlängert.

### In der Nationalmannschaft
Anfang Juli 2021 wurde Doumbia in den Kader der ivorischen Olympiaauswahl für das Fußballturnier der infolge der COVID-19-Pandemie erst 2021 ausgetragenen Olympischen Sommerspiele 2020 berufen. Er stand dort bei allen drei Gruppenspielen auf dem Platz, nicht aber im gegen Spanien verlorenen Achtelfinale.
Im Juni 2023 wurde er erstmals in den Kader der ivorischen Nationalmannschaft berufen und debütierte dort bei einem Qualifikationsspiel für den Afrika-Cup 2024 gegen Sambia. Nach erfolgreicher Qualifikation gehörte er Anfang 2024 auch dem Kader der Elfenbeinküste für das Turnier an, das die Mannschaft gewinnen konnte. Er selbst kam dabei im ersten Gruppenspiel gegen Guinea-Bissau zu einem Kurzeinsatz.

## Erfolge
- Afrika-Cup-Sieger: 2024